# Pelugo
Pelugo település Olaszországban, Trento megyében. Lakosainak száma 408 fő (2023. január 1.). Pelugo Porte di Rendena, Tre Ville, Spiazzo, Valdaone, Massimeno és Strembo községekkel határos.

## Népesség
A település népességének változása:
| Lakosok száma | 401  | 391  | 408  |
|               | 2017 | 2018 | 2023 |